# 無料商法
無料商法（むりょうしょうほう）とは、商品やサービスなどを無料で提供して客を集めるが、無料であるのは初回や一定期間のみであり、集まった客に対して商品を有料で販売し、料金を徴収する商法である。日本の国民生活センターでは、高齢者の消費者被害をまとめたテーマ別特集において、無料商法をテーマの一つとして取り上げている。
「無料体験」や「無料点検」や「無料キャンペーン」など無料であるという事を強調したキャッチフレーズが特徴で、販売される主な商品として、エステティック、化粧品、出会い系サイトなどのサービス、浄水器、掃除機、布団、便器などがある。
言葉巧みに高額な商品やサービスを売り付けられる例があるほか、別の場所へ連れて行ったうえで強引に売りつけるなどの例も報告されており、この言葉はそういった悪徳性の高い商法を指すことが多い。基本的なサービスや製品を無料で提供しさらに高度な機能や特別な機能を有料とするフリーミアムとは区別して用いられる。